# Loonmatiging
Loonmatiging is een beleid waarbij de stijging van de lonen van de werknemers zo veel mogelijk beperkt gehouden wordt. 
Loonmatiging kan door de overheid worden opgelegd door bijvoorbeeld loonstijgingen boven een bepaald percentage te verbieden. Loonmatiging kan ook in overleg met werkgevers- en werknemersorganisaties worden afgesproken, waarbij de vakbonden afzien van hoge looneisen in ruil voor andere toezeggingen, zoals maatregelen om de werkloosheid te bestrijden. In België worden de loonstijgingen geregeld door de loonnormwet van 26 juli 1996.

## Loonmatiging in Nederland
De Nederlandse overheid heeft vanaf het Akkoord van Wassenaar in 1982 een politiek van loonmatiging gevoerd. In samenwerking met de werkgevers en de vakbonden (het zogenaamde poldermodel) worden de lonen van de werknemers gematigd om zodoende de economie te stimuleren.

## Argumenten voor en tegen loonmatiging
Er is onder economen een discussie of deze politiek gunstig is voor de economie of niet. Alfred Kleinknecht is een bekend criticus van dit beleid. Hieronder een beknopt overzicht van de aangevoerde argumenten voor en tegen de politiek.

### Voor
- Bevordert de werkgelegenheid
- Leidt tot lagere overheidsuitgaven
- Kan een loon-prijsspiraal voorkomen (enorme inflatie)
- Verbetert de concurrentiepositie van bedrijven in het land. Door lagere loonkosten van Nederlandse bedrijven kunnen zij goedkoper produceren dan buitenlandse bedrijven.

### Tegen
- Vermindert de lonen en zo ook de koopkracht, dit is het tegenovergestelde van keynesiaanse stimulering van de economie
- Zou innovatie kunnen schaden; wanneer bedrijven kiezen tussen het inzetten van kapitaal of arbeid, zullen zij (als dit relatief goedkoper is) eerder voor arbeid kiezen, wat hun innovatieproces kan verstoren
- Loonmatiging zorgt voor een relatief zwakkere economie, laag-innovatieve bedrijven kunnen voortbestaan doordat de loonkosten kunstmatig laag worden gehouden. Een dergelijke bescherming van zwakkere bedrijven kan de concurrentiepositie van het land als geheel schaden.
- Kan leiden tot een exodus van kennis, hoogopgeleide werknemers vertrekken daarbij naar het buitenland omdat ze daar meer kunnen verdienen.